# メーリングドラマ フレンズ Mail@Drama.
『メーリングドラマ フレンズ Mail@Drama.』（- メール・アット・ドラマ）は、2001年に公演された舞台演劇。

## 概要
演劇界で初めて、舞台上で演者がパーソナルコンピューターを使用して電子メールの交換から物語を進行していく手法を用いた作品である。「メーリングドラマ」というジャンルを提示することとなるこの舞台では、交換内容や情景を写し出すスクリーンや生演奏・歌唱による映像・音楽演出も織り込むことが初めて試みられており、演劇役者と音楽奏者が同一舞台で表現していることでも注目されている。初公演が評判となり、全国各地で公演が展開され、2002年、2004年にも再演された。公演を収録したDVDは、2004年1月24日にパルコより発売され、音楽を担当した崎谷健次郎にとっては、通算1枚目のDVDとなった。2007年11月30日にはポニーキャニオンから再発されている。

## あらすじ
札幌市在住の篠塚はるか（斉藤由貴）と東京都在住の小林栗子（りつこ、七瀬なつみ）は、高校時代の同級生であった。親しいというほどの仲ではなかったが、あるきっかけでメール交換が始まった。その内容は故郷の思い出話や毎日の愚痴などであったが、他愛のないやり取りは、仕事や恋愛・結婚への悩みといった「30代女性の微妙な本音」の告白に発展していく。いつしか二人はかけがえのない友人となっていく。

## 登場人物
篠塚　はるか（しのづか　はるか）
演 - 斉藤由貴
北海道栗山町生まれ。札幌市在住の32歳独身。北海道大学卒業後、札幌市内の広告代理店に勤務する。高校時代は成績優秀で、先生からも人望厚く、クラス委員も務めていた。
小林　栗子（こばやし　りつこ）　
演 - 七瀬なつみ
北海道栗山町生まれ。東京都在住の32歳独身。高校卒業後に上京し、専門学校に通う。アパレルショップの店員として勤める。高校時代は平凡な成績ながら、明るい性格でお洒落な都会っぽい雰囲気から、友達が多かった。

## 舞台公演

### 日程
- 2001年10月27日～11月11日

会場：北海道栗山町・栗山町スポーツセンター（10月27日）、札幌市・札幌メディアパーク・スピカ（10月28日）、苫小牧市・苫小牧市文化会館（10月29日）、仙台市・電力ホール（11月1日）、山形県川西町・川西町フレンドリープラザ（11月2日）、大阪市・近鉄劇場（11月4日～5日）、愛知県名古屋市・テレピアホール（11月7日）、東京都・ル・テアトル銀座（11月9日～11日）　
- 2002年12月6日～12月26日

会場：千葉県君津市・君津市民文化ホール・大ホール（12月6日）、広島市・アステールプラザ・大ホール（12月9日）、愛知県名古屋市・名古屋市芸術創造センター（12月10日）、大阪市・シアター・ドラマシティ（12月11日）、東京都・PARCO劇場（12月17日～22日）、仙台市・電力ホール（12月24日）、札幌市・道新ホール（12月26日）
- 2004年3月11日～4月2日

会場：東京都葛飾区亀有・かめありリリオホール（3月11日）、宇都宮市・栃木県教育会館（3月14日）、横浜市・関内ホール（3月16日・18日・19日）、新潟県・新潟市芸術文化会館・劇場（3月21日）、東京都・PARCO劇場（3月29日～4月1日）、神奈川県相模原市・グリーンホール相模大野（4月2日）

### 出演
- 出演：斉藤由貴、七瀬なつみ
- 音楽・演奏：崎谷健次郎

### スタッフ
- 脚本：飯島早苗
- 脚本・演出：長谷川康夫

- 美術：升平香織
- 照明：黒尾芳昭
- 音響：山本良彦
- 衣裳：池ヶ谷ひろ子
- ヘアメイク：山崎潤子
- システムデザイン：浜渕真一
- 舞台監督：加藤 高
- 宣伝美術：鳥井和昌
- 宣伝写真：野口 博
- プロデューサー：市村朝一、大竹正紘
- 制作：栗間左千乃、高石由紀子
- 企画・製作：(株)パルコ・東宝芸能(株)
- 協賛：株式会社千趣会・「REBONDIR（ルボンディール）」 -2001年、2002年、2004年公演のスポンサーは同じ。

## DVD
- 女優の斉藤由貴・七瀬なつみが主演し、シンガーソングライターの崎谷健次郎が音楽・主題歌・挿入歌を担当し、崎谷自身が生演奏して歌唱した舞台演劇『メーリングドラマ フレンズ Mail@Drama.』の2001年の東京・ル テアトル銀座公演を135分完全収録している。リハーサル風景、キャスト・スタッフ紹介、舞台写真ギャラリーの20分特典映像付録。脚本・演出の長谷川康夫と崎谷のコメントをサブ・チャンネルに収録している。
- キャッチフレーズは、TOKYO-SAPPORO 時間と距離を超えた「ありがとう」。メールだから打ち明けられた・・・、顔をあわせなくても分かち合えた・・・。30代、”女の子”2人。再会と新たな旅立ちのストーリー。[1]。

- DVDジャケットは全体が褐色系でヒナギクのような鉢植えの手前に並べられたバラの小輪と右脇に斉藤と七瀬の微笑む写真額が飾られた第2回劇場開催フライヤーに使用した写真を採用している[1]。

## 収録曲
1. Love is ... Beautiful - 主題歌。
作詞 / 作曲 / 編曲 / 演奏：崎谷健次郎
2. Because Of Love - 挿入歌。
作詞：田口俊、作曲 / 編曲 / 演奏：崎谷健次郎
3. もう一度夜を止めて - 挿入歌。
作詞：秋元康、作曲 / 編曲 / 演奏：崎谷健次郎

## 関連作品
- 『Love is ... Beautiful』 - 崎谷健次郎の通算21枚目のシングル。
- 『Because Of Love』 - 崎谷健次郎の通算7枚目のシングル。
- 『もう一度夜を止めて』 - 崎谷健次郎の通算3枚目のシングル。